# Chuejové
Chuejové (čínsky 回族, pchin-jin Huízú)  je etnická menšina v Číně, odlišující se od svého chanského okolí zejména svou muslimskou vírou a zvyky z ní vyplývajícími. Obyvatelé žijí v autonomní oblasti Ning-sia (宁夏回族自治区 Níngxià Huízú Zìzhìqū), provinciích Kan-su (甘肃省 Gānsù Shěng), Sin-ťiang (新疆维吾尔自治区 Xīnjiāng Wéiwú'ěr Zìzhìqū), Čching-chaj (青海省 Qīnghǎi Shěng), Che-pej (河北省 Héběi Shěng), Che-nan (河南省 Hénán Shěng), Jün-nan (云南省 Yúnnán Shěng), Šan-tung (山东省 Shāndōng Shěng). Dále se nacházejí na hranici mezi Čínou a Barmou, Kazachstánem, Uzbekistánem a Kyrgyzstánem. Hlavní jazyk této menšiny je standardní čínština. Používají také arabská a perská slova v denních interkcích a náboženských činnostech. Menšina Chuej, s populací 8,61 milionů, je z pětapadesáti oficiálně uznaných národnostních menšin Číny jednou z největších.

## Historie
Chuej je zkratka pro „Huihui“, která se poprvé objevuje v literatuře dynastie Severní Sung. Předchůdci byli lidé, kteří se spolu s muslimskými přistěhovalci stěhovali do východní Číny po třech invazích Mongolu ve 13. století. Prostřednictvím dlouhodobého spojení, včetně manželství s dalšími národnostmi, se postupně asimilovaly životní návyky a zvyky Chanů, Mongolů a Ujgurů a rozvíjeli tak svou vlastní jedinečnou Chuej identitu. Bylo zde mnoho slavných myslitelů, vědců a umělců. „Chuej brigáda“ byla aktivní ve druhé světové válce, v odporu proti Japonsku (1937–45). Většina z nich stále žije ve venkovských oblastech a převážně se zabývají zemědělstvím. V poslední době ale roste i počet obyvatel ve městech. 

## Náboženské vyznání
Ačkoliv Chuejové nejsou vymezeni islámské víře, většina z nich jsou muslimové. To znamená, že navštěvují mešity, následují kněze, kteří se nazývají imámové a uctívají svatou knihu Korán. V průběhu let bylo mnoho mešit zničeno kvůli náboženskému pronásledování, ale od roku 1949 bylo lidem opět dovoleno je stavět a svobodně uctívat. Mešity bývají směsicí středoasijské a čínské chanské architektury. Novější jsou pouze ve středoasijském stylu.

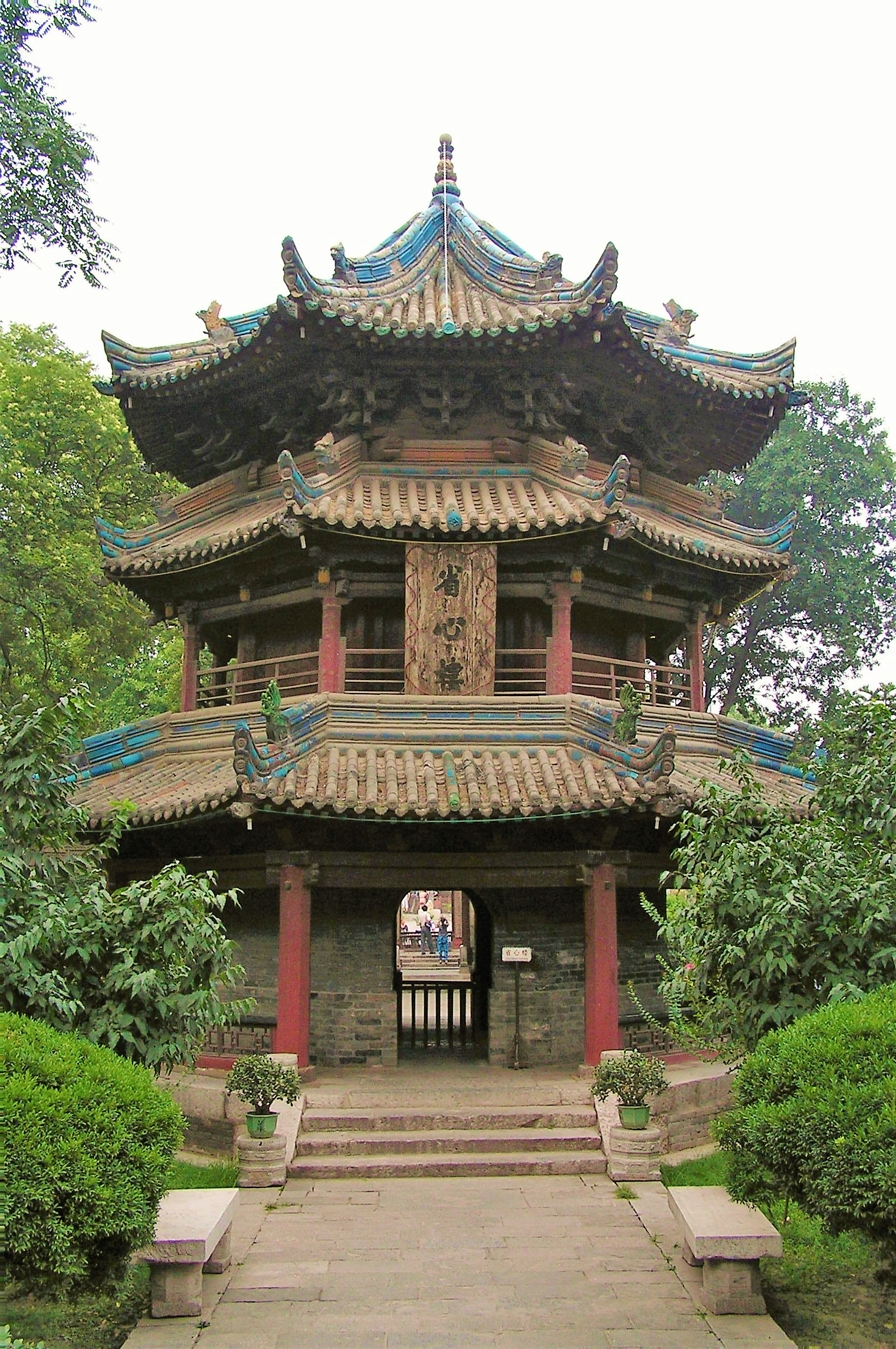
Velká mešita v Si-anu 西安清真大寺

## Zvyky a tradice
V této etnické menšině hraje důležitou roli islamismus. Není podporováno manželství lidí z jiných etnických menšin. Muž či dívka, z jiné etnické menšiny, musí porozumět kultuře Chuejů, respektovat ji a konvertovat k islámu, jinak bude manželství odmítnuto. Tabu u pohřbů je naříkat, protože by to bylo považováno za stížnost či nenávist k mrtvým. Žijí puritánský život. Je zakázáno použít věštce k předpovídání budoucnosti. Před jídlem si musí umýt ruce tekoucí vodou. Vyhýbají se sezení nebo šlápnutí na jakýkoli práh, protože se říká, že Mohamed použil práh jako svůj polštář.

## Svátky
Během 9. měsíce islámského kalendáře, lidé menšiny Chuej dodržují ramadán, kdy od úsvitu do západu slunce nesmí jíst. Po ukončení půstu slaví třídenní svátek známý jako „Eid al-Fitr“, který začíná 1. den 10 měsíce. Každý člověk brzy ráno vstane, vykoupe se, vyčistí dům a okolní ulice. Poté zapálí kadidlo a ve svých formálních šatech zamíří do mešity na bohoslužby, kde uctivě naslouchají imámům. Jakmile jsou dokončeny, navštěvují hřbitovy na počest svých předků. Poté se rodina shromáždí a připraví tradiční jídlo. Následující dva dny se pořádají hostiny, lví tance a další druhy zábavy. Je to také považováno za příznivou příležitost a mnoho mladých Chuejů se během tohoto svátku ožení.
Název „Eid al-Adha“ v arabštině znamená oběť a oddanost. Jde o čtyřdenní svátek, který začíná 10. dne 12. měsíce podle islámského kalendáře. Během tohoto festivalu lidé zabíjejí hospodářská zvířata a maso rozdělují na tři části. První část je určená rodinným příslušníkům, druhá je zaslána příbuzným, přátelům a sousedům a poslední část slouží jako almužna na pomoc chudým. Rodiny se shromažďují se svými příbuznými, přáteli, sousedy a zvou i místní imámy.
„Mawlid an-Nabi“ je oslavou narozenin i výročí smrti proroka Mohameda. Podle islámského kalendáře se koná 12. den třetího měsíce. V tento den muslimové odcházejí do mešity, aby zpíváním Koránu žehnali Mohamedovi a poslouchají přednášky imámů o životním příběhu Mohameda. Poté darují mešitě zrna, olej, maso a peníze. Tento svátek považují za příznivý pro dobré skutky, a tak se během tohoto dne starají o udržování mešity, pomáhají s mletím mouky, nákupem potravin, vařením a všech ostatních každodenních prací.

## Tradiční oděv
Tak jako mnoho jiných aspektů jejich kultury, bylo i tradiční oblečení silně ovlivněno islámskou vírou. Hlavním znakem, jejich stylu oblékání, je vypadat čistě a pochmurně, ale je povoleno i nějaké zdobení.
Muži nosí malé černé nebo bílé klobouky bez krempy a mohou být pětiúhelníkové, šestiúhelníkové nebo osmiúhelníkové. Upřednostňují dvouřadové bíle košile a v některých případech i bílé kalhoty a ponožky. Muži i ženy rádi nosí modré vesty, aby vytvořili kontrast. V zimě či chladnějších oblastech nosí kožešinové oděvy vyrobeny z ovčí kůže.
Dámské šaty, menšiny Chuej, nejsou tak propracované, jak bývá zvykem u jiných menšin, ale jsou zdobeny více než mužský oděv. Často nosí šátky nebo závoje, které se liší v závislosti na jejich věku. Mladé ženy obvykle nosí zelené nebo barevné závoje se zlatým lemem a s vyšívanými květinovými vzory. Vdané ženy nosí černé závoje, které je zakrývají od hlavy k ramenům a starší ženy nosí bílé závoje táhnoucí se od hlavy až po záda. Obvykle nosí šaty v tlumených barvách s ozdobnými vzory a pod nimi mají kalhoty. Ženy všech věkových kategorií doplňují své oblečení zlatými nebo stříbrnými náramky, náušnicemi a prsteny.

## Strava
Jelikož jsou Chuejové rozšířeni téměř po celé Číně, jejich kuchyně je rozmanitá a liší se v závisloti na regionu. Obecně říct, že dávají přednost potravinám z pšenice před rýží. Lidé žijící v autonomní oblasti Ning-sia dávají přednost jídlu s moukou, V Kan-su a Čching-chaj upřednostňují pšenici, kukuřici, ječmen a brambory. Obecně je zakázáno jíst maso prasat, psů, koní, oslů, mezků a krev zvířat. Misek nebo hrnců, v kterých bylo vepřové maso, se nebudou dotýkat a ani je nebudou používat. Holuby pak považují za „božské ptáky“ a lze je jíst pouze za určitých okolností. To vše dodržují v souladu s islámem. Ve stravě tak převažuje hovězí a skopové maso. Důležitou roli hrají také zákusky. Pijí pouze vodu z tekoucího nebo čistého zdroje a čaj. Rozšířené je v Číně i jídlo halal, čínsky Qingzhen Cai (清真 菜), které mísí původní chutě Středního východu s tradičními čínskými pokrmy.